# Pandemia de COVID-19 en Nuevo México
Los primeros casos de la pandemia de COVID-19 en Nuevo México, estado de los Estados Unidos, inició el 11 de marzo de 2020. Hay 6192 casos confirmados, 1882 recuperados y 275 fallecidos.

## Cronología

### Marzo
11 de marzo: El Departamento de Salud de Nuevo México informó sobre los cuatro casos iniciales de COVID-19 en Nuevo México. Incluyeron una pareja de 60 años en el condado de Socorro con un historial de viajes a Egipto, una mujer de 70 años en el condado de Bernalillo con un historial de viajes al área de la ciudad de Nueva York, y una mujer del condado de Santa Fe de 60 años también con una historia de viajes del área de la ciudad de Nueva York La gobernadora Michelle Luján Grisham y el Departamento de Salud advirtieron contra grandes reuniones y viajes no esenciales fuera de Nuevo México. La gobernadora Michelle Luján Grisham firmó la Orden Ejecutiva 2020–004, declarando una emergencia de salud pública en todo el estado.
25 de marzo: se informa la primera muerte en el estado. Un hombre de unos 70 años murió el 22 de marzo en el Hospital General de Artesia. Se realizó una prueba COVID-19 y se confirmó a fines del 24 de marzo que dio positivo por el virus. El individuo también tenía múltiples problemas de salud crónicos subyacentes. Se informan 13 casos nuevos, cinco en el condado de Bernalillo, tres en Santa Fe, dos en Río Arriba, uno en los condados de San Juan y Sandoval y un hombre fallecido en el condado de Eddy, lo que eleva el total estatal a 112.
1 de abril: se anuncian nuevos criterios de prueba para permitir que las personas asintomáticas en contacto cercano con las personas con resultados positivos y asintomáticos en hogares de ancianos, hogares grupales, refugios para personas sin hogar y centros de detención sean consideradas para la prueba COVID-19. Se reportan 48 casos nuevos más con 19 en el condado de Bernalillo, seis en Santa Fe, cinco en San Juan, cuatro en McKinley, tres en Doña Ana y Sandoval, dos en Cibola y Curry, y un nuevo caso en Catron, Grant, Otero y Condados de Taos. También se informa de una muerte de una mujer de unos 90 años en el condado de Sandoval. El total estatal es de 363 casos reportados con seis muertes.
2 de abril: el total de casos llega a 403 con 15 casos nuevos en el condado de Bernalillo, 8 en Sandoval, 4 en McKinley y San Juan, 3 en Chaves y un nuevo caso en los condados de Cibola, Curry, Doña Ana, Río Arriba, Socorro y Taos. Se informa de una muerte más a una mujer de 70 años en el condado de Bernalillo con siete muertes en el estado. Ahora se han designado 31 casos como recuperados.
3 de abril: se informa el mayor número de casos nuevos hasta la fecha con 92 pruebas positivas confirmadas. Se reportan 39 casos nuevos en el condado de Bernalillo, 26 en Sandoval, 9 en San Juan, 8 en McKinley, 4 en Santa Fe, 3 en Cibola y 1 en Doña Ana, con un total estatal de 495. Se produce un brote en el hogar de ancianos La Vida Lleno, en el noreste de Albuquerque, que resulta en dos muertes con 19 residentes más y 3 empleados que dan positivo por COVID-19.
30 de abril: se informa un nuevo número récord de muertes con 11 en total, 7 en el condado de San Juan que eran todos residentes del Centro de Atención de la Vida de Farmington, así como 3 en McKinley y uno en el condado de Luna, lo que eleva el total estatal a 123. 198 más Se reportan casos que incluyen 74 en McKinley, 48 en Bernalillo, 45 en San Juan, 13 en Doña Ana, 5 en Cibola, 4 en Curry y Sandoval, 2 en Santa Fe y un nuevo caso en Roosevelt, Taos y el condado de Valencia que traen el nuevo total a 3,411.

### Mayo
1 de mayo: la gobernadora Luján-Grisham invoca la Ley de control de disturbios del estado que ordena el cierre de la ciudad de Gallup, que tiene algunas de las tasas de infección más altas del estado. La orden que se extiende desde las 12 p. m. del 1 de mayo hasta las 12 p. m. del 4 de mayo (pero podría extenderse) cierra todas las carreteras que ingresan a la ciudad, ordena a las empresas esenciales que operen solo de 8 a. m. a 5 p. m. y no permite más de dos ocupantes por vehículo. Se reportan 104 casos más con 37 en McKinley, 21 en Bernalillo, 16 en San Juan, 11 en Cibola, 7 en Sandoval, 4 en Río Arriba, 3 en Doña Ana, 2 en Valencia y 1 nuevo caso en Chaves, Socorro, y los condados de Taos elevando el total estatal a 3.513. Se informaron ocho muertes más, lo que eleva el total a 131.
2 de mayo: se reportan 220 casos más con 73 casos nuevos en San Juan, 53 en Bernalillo y McKinley, 14 en Sandoval, 7 en Santa Fe, 6 en Doña Ana, 4 en Río Arriba, 2 en Lea y Valencia, y 1 nuevo caso en los condados de Curry, Eddy, Grant, Luna, Otero y Torrance, lo que eleva el total estatal a 3.732. Se informan ocho muertes más, con un total de 139.
4 de mayo: el número de casos supera los 4.000, ya que se reportan 186 casos nuevos con 89 en McKinley, 47 en San Juan, 24 en Bernalillo, 11 en Doña Ana, 5 en Sandoval, 3 en Otero, 2 en Socorro y 1 en Chaves , Cibola, De Baca y Santa Fe con un total de 4.031 en todo el estado.
5 de mayo: el gobernador Lujan-Grisham establece nuevos requisitos de cobertura para los empleados a partir del 6 de mayo mientras las empresas se preparan para reabrir. Se reportan 107 nuevos casos, 43 en McKinley, 25 en San Juan, 21 en Bernalillo, 5 en Sandoval, 4 en Cibola, 3 en Doña Ana, 2 en Socorro y Valencia, y 1 en los condados de Curry y San Miguel, lo que suma el total estatal a 4,138.
15 de mayo: el gobernador Lujan-Grisham firma una orden modificada de salud pública que alivia las restricciones permitiendo que todos los minoristas vuelvan a abrir al 25 por ciento de su capacidad, al tiempo que requiere que todos usen una máscara facial en público a menos que coman, beban o hagan ejercicio. Esta orden estará vigente hasta el 31 de mayo.